# Fahndungsliste bekannter Personen des Bundeskriminalamts (Deutschland)

Herausgeber der Liste ist das BKA Deutschland

Unter der Rubrik Bekannte Personen (zuvor: Meistgesuchte Personen und Bekannte Tatverdächtige) listet das Bundeskriminalamt (BKA) seit mindestens 1999 ausgewählte Personen, die verdächtigt werden, Verbrechen in Deutschland oder an deutschen Staatsbürgern begangen zu haben. Die Anzahl der auf der Fahndungsliste geführten Personen ist weder begrenzt noch unterliegt die Liste einer spezifischen Reihenfolge.
Diese besondere Methode der Fahndung unterliegt mehreren Voraussetzungen:
- bei namentlich bekannten Straftätern muss aufgrund eines Haftbefehls eine internationale Fahndung mit dem Ziel der Festnahme zwecks Auslieferung bestehen
- es muss sich um eine Straftat von erheblicher Bedeutung handeln
- es muss die Zustimmung der ermittlungsführenden Staatsanwaltschaft zur Öffentlichkeitsfahndung im Internet vorliegen
- der Grundsatz der Verhältnismäßigkeit muss in besonderem Maße berücksichtigt werden.

## Aktuelle Fahndungen
| Name | Aufnahme auf die Liste | Jahr der Straftat | Ausgesetzte Belohnung | Status   |
| --- | ---------------------- | ----------------- | --------------------- | -------- |
| Ibus Drmaku | 2025                   | 2025              | 5.000 €               | Flüchtig |
| Racip Sabanovic | 2025                   | 2025              | 5.000 €               | Flüchtig |
| Die Gesuchten sollen am 3. März 2025 zusammen mit einer mittlerweile festgenommenen dritten Person einen bewaffneten Raubüberfall auf einen Juwelier in Würzburg verübt haben. Zuvor nahmen sie mutmaßlich mehrere Angestellte des Juweliers in ihren Privatwohnungen als Geiseln und zwangen sie unter Androhung von Gewalt zur Herausgabe des Geschäftsschlüssels. Bei der Tat entstand ein Schaden im hohen sechsstelligen Bereich. |                        |                   |                       |          |
| Andrey Muravyov | 2025                   | 2023–2025         | —                     | Flüchtig |
| Mihail Evgenyevich Burlakov | 2025                   | 2022–2025         | —                     | Flüchtig |
| Maxim Nikolaevich Lupin | 2025                   | 2022–2025         | —                     | Flüchtig |
| Andrej Stanislavovich Avrosimow | 2025                   | 2023–2024         | —                     | Flüchtig |
| Olga Evstratova | 2025                   | 2023              | —                     | Flüchtig |
| Die Gesuchten stehen im Verdacht als Unterstützer bzw. Mitglied der Gruppierung NoName057(16) einen wesentlichen Tatbeitrag zur Durchführung von DDoS-Attacken auf verschiedene Institutionen in Deutschland und anderen Staaten geleistet zu haben. |                        |                   |                       |          |
| Mohammad Suliman Niyazi | 2025                   | 2019              | —                     | Flüchtig |
| Gesucht wegen des Verdachts am 10. März 2019 seine Ex-Lebensgefährtin in ihrer Wohnung in Halle (Saale) erstochen zu haben. |                        |                   |                       |          |
| Danil Raisowitsch Khalitov | 2025                   | seit 2020         | —                     | Flüchtig |
| Roman Mikhailovich Prokop | 2025                   | seit 2019         | —                     | Flüchtig |
| Die Gesuchten stehen im Verdacht Mitglieder der Gruppierung hinter der Schadsoftware Qakbot gewesen zu sein und einen wesentlichen Teil zur Durchführung von globalen Cyberattacken beigetragen zu haben. |                        |                   |                       |          |
| Maksim Sergeevich Galochkin | 2025                   | seit 2020         | —                     | Flüchtig |
| Mikhail Mikhailovich Tsarev | 2025                   | seit 2020         | —                     | Flüchtig |
| Vitalii Nikolaevich Kovalev | 2025                   | seit 2016         | —                     | Flüchtig |
| Aleksandr Vadimovich Zhukov | 2025                   | seit 2021         | —                     | Flüchtig |
| Vadim Firdavisovich Valiakhmetov | 2025                   | seit 2020         | —                     | Flüchtig |
| Ivan Vakhromeev | 2025                   | seit 2020         | —                     | Flüchtig |
| Aleksandr Mikhailovich Vasilchenko | 2025                   | seit 2021         | —                     | Flüchtig |
| Valerii Sedletskii | 2025                   | seit 2020         | —                     | Flüchtig |
| Danil Alekseevich Shupliakov | 2025                   | seit 2021         | —                     | Flüchtig |
| Oleg Vasilevich Osipov | 2025                   | seit 2020         | —                     | Flüchtig |
| Maksim Sergeevich Mikhailov | 2025                   | seit 2020         | —                     | Flüchtig |
| Konstantin Pavlovich Koniukhov | 2025                   | seit 2021         | —                     | Flüchtig |
| Aleksei Valerevich Kovalskii | 2025                   | seit 2021         | —                     | Flüchtig |
| Artem Igorevich Kurov | 2025                   | seit 2020         | —                     | Flüchtig |
| Iskander Rifkatovich Sharafetdinov | 2025                   | seit 2021         | —                     | Flüchtig |
| Dmitrii Sergeevich Kiselev | 2025                   | seit 2021         | —                     | Flüchtig |
| Die Gesuchten stehen im Verdacht Mitglieder der Trickbot-Gruppierung, auch bekannt als Wizard Spider, gewesen zu sein und einen wesentlichen Teil zur Durchführung von globalen Cyberattacken beigetragen zu haben. |                        |                   |                       |          |
| Shpendi Malo | 2025                   | 2019              | —                     | Flüchtig |
| Gesucht wegen des Verdachts am 11. September 2019 einen 27 Jahre alten Mann in der Dölauer Heide in Halle (Saale) getötet zu haben. |                        |                   |                       |          |
| Ali Askar Hasso Barakat | 2025                   | 2011              | 10.000 €              | Flüchtig |
| Gesucht wegen des Mordes an seiner Tochter am 5. Dezember 2011 in Stolzenau. |                        |                   |                       |          |
| Nazmi Gezginci | 2025                   | 1984              | 10.000 €              | Flüchtig |
| Gesucht wegen des Verdachts seine Lebensgefährtin 1984 in Aschaffenburg ermordet zu haben. |                        |                   |                       |          |
| Manolis Karatzaidis | 2025                   | 2016              | 4.000 €               | Flüchtig |
| Gesucht wegen des Mordes an seinem Schwager am 18. September 2016 in Heidenheim. |                        |                   |                       |          |
| Walid Omairat | 2025                   | 2012              | 10.000 €              | Flüchtig |
| Gesucht wegen des Verdachts am 1. Januar 2012 zusammen mit einem Mittäter einen 35 Jahre alten Syrer im niedersächsischen Sarstedt erschossen zu haben. |                        |                   |                       |          |
| Alexander Elberg | 2024                   | 1991              | 1.500 €               | Flüchtig |
| Gesucht wegen des Mordes an einem 35-jährigen Mann zwischen dem 22. und dem 23. August 1991 in der Nähe von Sindelfingen. |                        |                   |                       |          |
| Fedor Aleksandrovich Andreev | 2024                   | seit 2020         | —                     | Flüchtig |
| Anton Alexandrovich Bragin | 2024                   | seit 2021         | —                     | Flüchtig |
| Andrei Andreyevich Cherepanov | 2024                   | seit 2020         | —                     | Flüchtig |
| Nikolai Nikolaevich Chereshnev | 2024                   | seit 2020         | —                     | Flüchtig |
| Oleg Vyacheslavovich Kucherov | 2024                   | seit 2021         | —                     | Flüchtig |
| Sergey Valerievich Polyak | 2024                   | seit 2021         | —                     | Flüchtig |
| Georgy Sergeevich Tesman | 2024                   | seit 2021         | —                     | Flüchtig |
| Die Gesuchten stehen im Verdacht Mitglieder der Trickbot-Gruppierung, auch bekannt als Wizard Spider, gewesen zu sein und einen wesentlichen Teil zur Durchführung von globalen Cyberattacken beigetragen zu haben. |                        |                   |                       |          |
| Airat Rustemovich Gruber | 2024                   | seit 2022         | —                     | Flüchtig |
| Gesucht wegen des Verdachts der Computersabotage im besonders schweren Fall und weiterer Straftaten. Gruber soll als Administrator eines Botnetzes der Schadsoftware „Smokeloader“ einen wesentlichen Teil zur Durchführung von globalen Cyberattacken beigetragen haben. |                        |                   |                       |          |
| Mansour Ismail Mansour Ismail | 2024                   | 2022–2023         | 5.000 €               | Flüchtig |
| Gesucht wegen des Verdachts als Führungsperson einer kriminellen Organisation für versuchte und vollendete Auftragsmorde verantwortlich zu sein. Im Zuge zweier Mordaufträge sollen in den Jahren 2022 und 2023 in Hamburg eine Person mit einer Schusswaffe getötet und zwei Personen schwerverletzt worden sein. |                        |                   |                       |          |
| Igor Olegovich Turashev | 2023                   | 2020–2023         | —                     | Flüchtig |
| Igor Garshin | 2023                   | 2020–2023         | —                     | Flüchtig |
| Gesucht im Zusammenhang mit den Cyberattacken der Gruppierung Indrik Spider. Die Beschuldigten sind verdächtig, versuchte Erpressungstaten sowie Computersabotagen in jeweils besonders schweren Fällen in Mittäterschaft begangen zu haben sowie der kriminellen Gruppierung Indrik Spider / Doppel Spider anzugehören. |                        |                   |                       |          |
| Khadzhimurat Chichaev | 2022                   | 2015              | —                     | Flüchtig |
| Gesucht wegen versuchter schwerer räuberischer Erpressung. |                        |                   |                       |          |
| Berti Dedja | 2022                   | 2016              | —                     | Flüchtig |
| Gesucht wegen des Verdachts des bandenmäßigen unerlaubten Handeltreibens mit Betäubungsmitteln. |                        |                   |                       |          |
| David Martirosian | 2022                   | 2017              | 5.000 €               | Flüchtig |
| Gesucht wegen bewaffneten unerlaubten Handeltreibens mit Betäubungsmitteln in nicht geringer Menge. |                        |                   |                       |          |
| Ihaab El-Rawi | 2022                   | 2020              | 5.000 €               | Flüchtig |
| Gesucht wegen des Verdachts eines versuchten Tötungsdeliktes am 3. April 2020 bei Hamburg. |                        |                   |                       |          |
| Ruja Ignatova | 2022                   | 2014–2016         | 5.000 €               | Flüchtig |
| Gesucht wegen weltweiten Betrugs mit der von ihr frei erfundenen, vermeintlichen Kryptowährung „OneCoin“. |                        |                   |                       |          |
| Abdul Mohammad Tukhi | 2021                   | 2020              | 10.000 €              | Flüchtig |
| Gesucht wegen des Verdachts seine Ehefrau getötet und im Anschluss ihren Leichnam in der gemeinsamen Wohnung versteckt zu haben. |                        |                   |                       |          |
| Orhan Ünal | 2021                   | 2018              | —                     | Flüchtig |
| Gesucht wegen des Verdachts der Umsatzsteuerhinterziehung in großem Ausmaß. |                        |                   |                       |          |
| Norman Volker Franz | 1999                   | 1995              | 25.000 €              | Flüchtig |
| Gesucht wegen fünffachen Mordes in den Jahren 1995 und 1997. Seit Februar 2021 wird auch über Interpol nach ihm gefahndet. Zeitweise fahndete auch Europol nach ihm. |                        |                   |                       |          |
| Paul Robert Mora | 2021                   | 2006              | —                     | Flüchtig |
| Gesucht wegen des Verdachts der besonders schweren Steuerhinterziehung durch sog. „Cum-Ex-Geschäfte“. |                        |                   |                       |          |
| Jan Marsalek | 2020                   | 2015              | —                     | Flüchtig |
| Gesucht wegen des Verdachts des gewerbsmäßigen Bandenbetrugs, des besonders schweren Falls der Untreue sowie weiterer Vermögens- und Wirtschaftsdelikte im Zusammenhang mit dem Wirecard Bilanzskandal. |                        |                   |                       |          |
| Farhad Ramazan Ahmad | 2018                   | 2018              | —                     | Flüchtig |
| Gesucht wegen des Tatverdachts des gemeinschaftlichen Totschlags am 26. August 2018 in Chemnitz. |                        |                   |                       |          |
| Poongodi Kannan | 2016                   |                   | —                     | Flüchtig |
| Gesucht wegen des Verdachts der schweren Steuerhinterziehung im Zusammenhang mit dem betrügerischen Handel von Mobiltelefonen, Tablets sowie weiteren Unterhaltungselektronikartikeln. |                        |                   |                       |          |
| Mohamed Abdellaoui | 2016                   | 2014              | 5.000 €               | Flüchtig |
| Gesucht wegen des Verdachts am 26. September 2014 in Bremen einen minderjährigen Flüchtling aus Marokko durch Messerstiche getötet sowie eine weitere Person schwer verletzt zu haben. |                        |                   |                       |          |
| Kastriot Selimi | 2014                   | 2009              | —                     | Flüchtig |
| Gesucht wegen des Verdachts als Gründer und Rädelsführer einer kriminellen Vereinigung im Zusammenhang mit dem Betreiben des Raubkopienportals „kinox.to“ spätestens seit dem 21. Juni 2011, und ihrer Filehoster „freakshare.com“ und „bitshare.com“ bereits seit spätestens 2009, Straftaten wie räuberische Erpressung, Nötigung, Brandstiftung, Urheberrechtsverletzung und Steuerhinterziehung begangen zu haben. |                        |                   |                       |          |
| Ernst-Volker Wilhelm Staub | 2003                   | 1993              | -                     | Flüchtig |
| Burkhard Garweg | 2003                   | 1993              | -                     | Flüchtig |
| Gesucht im Zusammenhang mit den Straftaten der „Rote Armee Fraktion“, u. a. dem Sprengstoffanschlag gegen die JVA Weiterstadt am 27. März 1993. Staub und Garweg werden außerdem u. a. verdächtigt zusammen mit Daniela Klette sowohl für einen Überfall auf einen Geldtransporter in Stuhr am 6. Juni 2015, als auch für einen Überfall auf einen Geldtransporter in Wolfsburg am 28. Dezember 2015 verantwortlich zu sein. Für Hinweise sind Belohnungen in hoher Summe, im Einzelfall sogar bis in Millionenhöhe, ausgelobt. Ferner wird noch auf anderen Wegen als über die Fahndungsliste nach den RAF-Mitgliedern Angela Luther, Ingeborg Barz und Friederike Krabbe gesucht; die Fahndung nach Ingrid Siepmann ist eingestellt worden. |                        |                   |                       |          |
| Said Bahaji | 2001                   | 2001              | —                     | Flüchtig |
| Gesucht wegen des Verdachts der Beteiligung an den Terroranschlägen vom 11. September 2001 in den USA. Der Ausweis von Said Bahaji wurde während einer Militäroperation im Oktober 2009 in Süd-Waziristan gefunden. Er ist immer noch flüchtig und soll sich in den Stammesgebieten von Afghanistan bzw. Pakistan aufhalten. Nach Bahaji wird auch über Interpol gesucht. |                        |                   |                       |          |

## Vergangene Fahndungen
| Name | Aufnahme auf die Liste | Jahr der Straftat | Ausgesetzte Belohnung | Status      |
| --- | ---------------------- | ----------------- | --------------------- | ----------- |
| Dieter Zurwehme | 1999                   | 1972              | 10.000 DM             | Gefasst     |
| Wurde für den Mord an nachweislich fünf Menschen in den Jahren 1972 und 1999, sowie zahlreicher anderer schwerer Straftaten gesucht. Gefasst am 19. August 1999 in Deutschland. |                        |                   |                       |             |
| Jenö N. | 1999                   | 1987              | 5.000 DM              | Gefasst     |
| N. wurde verdächtigt, seine im März 1987 als vermisst gemeldete Freundin getötet zu haben, deren Leiche in einem Moor bei Bad Wurzach/Landkreis Ravensburg gefunden wurde. Er wurde am 27. September 2001 in Brasilien gefasst und im Oktober 2004 nach Deutschland ausgeliefert. |                        |                   |                       |             |
| Dietmar Linke | 1999                   | 1996              | 3.000 €               | Flüchtig    |
| Gesucht als Kopf einer Bande, die sich auf Einbruchdiebstähle in Firmengebäude spezialisiert hat. Weiterhin vom LKA Niedersachsen gesucht. |                        |                   |                       |             |
| Torsten H. | 1999                   | 1994              | —                     |             |
| Gesucht als Betrüger, der Anleger zwischen 1994 und 1996 um vier Millionen Mark gebracht haben soll. |                        |                   |                       |             |
| Kresimir G. | 1999                   | 1998              | 10.000 DM             | Gefasst     |
| Gesucht wegen der Entführung des Hamburger Studenten Bodo J. Gefasst am 19. Oktober 2000 in Kroatien. |                        |                   |                       |             |
| Heinz Horst M. | 1999                   | 1990              | 10.000 DM             |             |
| M. gründete 1990 in Frankfurt/Main die Firma „MOT“, welche an der Deutschen Terminbörse vornehmlich mit Wertpapieren, Edelmetallen und Devisen handelte. Bei seiner Flucht Anfang 1994 entstand durch die Veruntreuung von angelegten Geldern ein Gesamtschaden in Höhe von mindestens 15 Millionen DM. Von Juni 2019 bis Frühjahr 2022 war Heinz Horst M. von der Polizei Hessen aufgrund der möglichen Verwicklung in die Ermordung seiner Ehefrau Helga M. zur Fahndung ausgeschrieben. Nach wie vor wird er von Interpol mit einer Yellow Notice geführt. |                        |                   |                       |             |
| Marian C. | 1999                   | 1994              | —                     | Gefasst     |
| Gesucht wegen versuchten Mordes und Diebstahls mit Waffen im Jahr 1994. 1999 in Rumänien gefasst. |                        |                   |                       |             |
| Ali Ibrahim Othman K. | 1999                   | 1986              | 150.000 DM            |             |
| Musbah Al A. | 1999                   | 1986              | 150.000 DM            |             |
| Mohamed Abdallah Said R. | 1999                   | 1986              | 150.000 DM            |             |
| Elamin Abdallah E. | 1999                   | 1986              | 150.000 DM            |             |
| Gesucht für den Anschlag auf die Berliner Diskothek La Belle vom 4. April 1986. |                        |                   |                       |             |
| Pasquale L. | 1999                   | 1995              | —                     |             |
| Gesucht für den Schmuggel von fast 13 kg Heroin von Deutschland nach Frankreich im Jahr 1995. |                        |                   |                       |             |
| Uwe Karl K. | 1999                   | 1987              | —                     | Gefasst     |
| Hans-Jürgen V. | 1999                   | 1991              | —                     | Gefasst     |
| V. soll zwischen 1991 und 1993 in 276 Fällen Anleger aus dem In- und Ausland um 18,7 Millionen Mark betrogen haben. K. hatte laut Haftbefehl zwischen 1987 und 1989 19,3 Millionen Mark von mindestens 144 Anlegern gestohlen. Beide wurden am 5. März 1999 in Spanien gefasst. Zuerst wurde V. und am 17. Januar 2000 auch K. an Deutschland ausgeliefert. |                        |                   |                       |             |
| Marcin Wieslaw G. | 1999/2000              | 1998              | 10.000 DM             |             |
| Gesucht, weil er an drei Raubüberfällen auf Berliner Juweliergeschäfte am 17. März 1998, 20. April 1998 und 29. April 1998 beteiligt gewesen sein soll, die von mehreren Tätern ausgeführt wurden. G. wurde verdächtigt der Anführer der jeweils tätigen Gruppe gewesen zu sein. |                        |                   |                       |             |
| Thomas Wolf | 2000                   | 1970er            | 100.000 €             | Gefasst     |
| Gesucht wegen Raub, Betrug, schwerer räuberischer Erpressung, Verabredung zur Geiselnahme und Gefängnismeuterei und anderer schwerer Verbrechen seit den 1970er Jahren. Wolf wurde am 28. Mai 2009 in Deutschland gefasst. |                        |                   |                       |             |
| Mohan S. | 2000                   | 1998              | 2500 €                |             |
| Gesucht wegen Mordes am 19. Juni 1998 in Frankfurt am Main. |                        |                   |                       |             |
| Gent M. | 2000                   | 2000              | —                     | Gefasst     |
| Ilir M. | 2000                   | 2000              | —                     | Gefasst     |
| Gesucht wegen des Mordes an einem 26-jährigen Tunesier am 9. Mai 2000 in Mühlhausen in Thüringen. Gent M. wurde am 5. Oktober 2000 in Spanien gefasst und Ilir M. am 31. August 2000, ebenso in Spanien. |                        |                   |                       |             |
| Matthias S. | 2000                   | 1994              | 105.000 DM            | Gefasst     |
| S. wurde verdächtigt in das sogenannte „Flow-Tex-Verfahren“ mit fingierten Leasing-Geschäften mit Bohrsystemen involviert gewesen zu sein. Es wurde von einer Schadenshöhe von ca. 3,5 Milliarden DM ausgegangen. S. wurde am 18. März 2001 in den Niederlanden festgenommen und am 23. März 2001 an Deutschland ausgeliefert. |                        |                   |                       |             |
| Jan K. | 2000                   | 1996              | 2.000 DM              | Flüchtig    |
| Gesucht wegen Mordes an seiner Ehefrau im Oktober 1996 im polnischen Gogolin. Polen fahndet immer noch nach K. über Interpol. |                        |                   |                       |             |
| Sergio Lee C. | 2000/2001              |                   | —                     | Gefasst     |
| Nach Lee C. wurde wegen gewerbs- und bandenmäßigen Einschleusens von Ausländern gefahndet. Lee C. wurde am 10. Mai 2001 in Spanien festgenommen und am 5. Oktober 2001 nach Deutschland ausgeliefert. |                        |                   |                       |             |
| Walery B. | 2001                   | 2000              | 2.500 €               | Aufgehoben  |
| Anatoly B. | 2001                   | 2000              | 2.500 €               | Gefasst     |
| Walery R. | 2001                   | 2000              | 2.500 €               | Aufgehoben  |
| Gesucht wegen des dringenden Verdachts am 17. Dezember 2000 in Fellbach-Schmiden einen 54-jährigen slowenischen Staatsbürger bei einem Streit erschlagen zu haben. Anatoly B. wurde im Sommer 2011 bei der Einreise nach Polen festgenommen und am 17. September 2011 nach Deutschland ausgeliefert. Die Vorwürfe gegen Walery B. und Walery R. wurden während der Gerichtsverhandlung entkräftigt. |                        |                   |                       |             |
| Ramzi Mohammad Abdullah Binalshibh | 2001                   | 2001              | —                     | Gefasst     |
| Zakariya Essabar | 2001                   | 2001              | —                     | Flüchtig    |
| Gesucht wegen des Verdachts der Beteiligung an den Terroranschlägen vom 11. September 2001 in den USA. Binalshibh wurde am 11. September 2002 in Pakistan gefasst und am 15. September 2002 in amerikanischen Gewahrsam übergeben. Zakariya Essabar schloss sich laut Quellen von Al-Kaida nach dem Fall der Taliban einem Ausbildungscamp in der Provinz Khost an, wo er später angeblich getötet wurde. Ende Juli 2015 wurde die Fahndung nach Essabar auf der BKA-Website entfernt. Nach ihm wird aber weiterhin über Interpol gefahndet. |                        |                   |                       |             |
| Ali D. | 2001                   | 2001              | 5.000 DM              | Gefasst     |
| D. war dringend verdächtig am 16. September 2001 auf offener Straße in der Wählingsallee in Hamburg-Schnelsen den 45-jährigen Volker R. durch mehrere Schüsse und dessen Begleiterin schwer verletzt zu haben. Er wurde am 1. November 2001 in der Türkei festgenommen und dort auch im Oktober 2003 verurteilt. |                        |                   |                       |             |
| Holger Pfahls | 2001                   | 1991              | 5.000 €               | Gefasst     |
| Gesucht wegen der Annahme von Schmiergeldern in mehreren Fällen. Strafverfolgungsmaßnahmen erfolgten lediglich im Zusammenhang mit der Affäre um Karlheinz Schreiber wegen der Lieferung von Panzern an Saudi-Arabien und der Annahme von 3,8 Millionen Mark Schmiergeld im Jahr 1991. Pfahls wurde am 13. Juli 2004 in Frankreich gefasst und am 20. Januar 2005 nach Deutschland ausgeliefert. |                        |                   |                       |             |
| Artour T. | 2001/2002              | 1999              | 10.000 DM             | Gefasst     |
| T. wurde als Kopf einer in ganz Norddeutschland aktiven armenischen Zuhälterbande wegen Geiselnahme, Erpressung und Vergewaltigung gesucht. Er wurde am 29. Januar 2002 in Armenien festgenommen und dort auch vor Gericht gestellt. |                        |                   |                       |             |
| Serge K. | 2002                   | 2001              | 5.000 €               | Gefasst     |
| Befand sich unter dem Alias Oumarou T. auf der BKA Liste. K. wurde wegen der Ermordung von zwei Frauen im Jahr 2001 in Hamburg gesucht. Er wurde am 16. Mai 2005 in Frankreich gefasst und am 30. Mai 2005 nach Deutschland ausgeliefert. |                        |                   |                       |             |
| Gerardo S. | 2002                   | 2002              | 600.000 €             | Gefasst     |
| Angelo Della P. | 2002                   | 2002              | 600.000 €             | Gefasst     |
| Faouzi B. | 2002                   | 2002              | 600.000 €             | Gefasst     |
| Gesucht wegen des Raubüberfalls auf ein Geldtransportfahrzeug der Firma Securitas am 25. Februar 2002., S. wurde am 8. April 2002 und Della P. am 30. August 2002 beide in Italien, festgenommen und dort auch 2003 verurteilt. B. wurde am 6. Dezember 2002 in Marokko festgenommen und dort auch verurteilt, später aber an Frankreich ausgeliefert. |                        |                   |                       |             |
| Andreas Ernst P. | 2002/2003              | 2002              | —                     | Gefasst     |
| Gesucht, weil er als Angestellter 350.000 Euro aus einer Raiffeisenbank gestohlen haben soll. P. wurde am 10. März 2004 in Indonesien gefasst und kurz darauf nach Deutschland ausgeliefert. |                        |                   |                       |             |
| Peter K. | 2003                   | 1995              | —                     | Gestellt    |
| Thomas Robert W. | 2003                   | 1995              | —                     | Gestellt    |
| Bernhard H. | 2003                   | 1995              | —                     | Tot         |
| Gesucht wegen eines Brandanschlages am 27. Oktober 1994 auf ein Bundeswehrgebäude in Bad Freienwalde und der Vorbereitung eines Sprengstoffanschlages in der Nacht vom 10./11. April 1995 auf das Abschiebegefängnis in Berlin-Grünau als Teil der autonomen Untergrundorganisation „Das K.O.M.I.T.E.E.“. Bernhard H. wurde durch BKA-Zielfahnder in Venezuela aufgespürt und am 7. Juli 2014 von venezolanischen Sicherheitskräften in Mérida festgenommen. Die Auslieferung nach Deutschland wurde von den venezolanischen Behörden abgelehnt und im April 2016 wurde H. wieder in die Liste aufgenommen. Peter K. wurde am 16. November 2019 in Venezuela verhaftet aber am 13. März 2020 wieder freigelassen. Bernhard H. ist am 27. Mai 2021 an Krebs gestorben. Die öffentliche Fahndung nach Peter K., Thomas Robert W. und Bernhard H. auf der Seite des BKA wurde am 14. Juni 2021 eingestellt. Peter K. und Thomas Robert W. haben sich am 12. März 2025 den deutschen Behörden in Berlin gestellt. |                        |                   |                       |             |
| Peter H. | 2003                   | 2000              | —                     | Gefasst     |
| H. wurde wegen mehrfachen schweren sexuellen Missbrauchs eines Kindes und mehrfachen sexuellen Missbrauchs von Kindern im Zeitraum Sommer 2000 bis Januar 2001 zu einer Gesamtfreiheitsstrafe von 7 Jahren und 6 Monaten verurteilt. Er flüchtete jedoch im Juli 2002 nach Spanien. Dort wurde er am 16. Februar 2003 festgenommen |                        |                   |                       |             |
| Assem S. | 2003                   | 1998              | —                     |             |
| S. wurde beschuldigt, im Zeitraum April 1998 bis Ende 2000 gegenüber der Kassenärztlichen Vereinigung Niedersachsen in elf Fällen Laborleistungen abgerechnet zu haben, ohne diese Leistungen tatsächlich erbracht zu haben. Dadurch entstand ein Schaden von ca. 600.000 Euro. |                        |                   |                       |             |
| Abu S. | 2003                   | 2001              | 5.000 €               |             |
| Gesucht wegen eines Tötungsdelikts am 26. Oktober 2001 in Hamburg St. Pauli. Die öffentliche Fahndung wurde am 27. November 2013 ohne Angabe von Gründen eingestellt. |                        |                   |                       |             |
| Mehmet C. | 2003                   | 1992              | 5.000 €               |             |
| Gesucht wegen Mordes im Jahr 1992 in Berlin. |                        |                   |                       |             |
| Jan Zocha | 2003                   | 2002              | 20.000 €              | Gefasst     |
| Gesucht wegen einer Serie von 24 Banküberfällen von 2002 bis 2003. Zocha wurde am 22. Juli 2003 in Deutschland gefasst. |                        |                   |                       |             |
| Daniela Klette | 2003                   | 1993              | 80.000 €              | Gefasst     |
| Gesucht im Zusammenhang mit den Straftaten der „Rote Armee Fraktion“, u. a. dem Sprengstoffanschlag gegen die JVA Weiterstadt am 27. März 1993. Klette wird außerdem verdächtigt zusammen mit Ernst-Volker Wilhelm Staub und Burkhard Garweg sowohl für einen Überfall auf einen Geldtransporter in Stuhr am 6. Juni 2015, als auch für einen Überfall auf einen Geldtransporter in Wolfsburg am 28. Dezember 2015 verantwortlich zu sein. Während man für die Aufklärung der vorherigen Straftaten eine nicht weiter spezifizierte Belohnung in Aussicht gestellt hat, war – in Klettes Fall – für die der neueren eine Belohnung von 80.000 € ausgelobt. Am Abend des 26. Februar 2024 wurde Klette von Einheiten des Landeskriminalamts Niedersachsen sowie der Polizei Berlin im Berliner Stadtteil Kreuzberg festgenommen. |                        |                   |                       |             |
| Fikret A. | 2004                   | 2003              | —                     |             |
| Gesucht im Zusammenhang mit 5 Morden in den Jahren 2003 und 2004 in Herne, Düren und Rotterdam. |                        |                   |                       |             |
| Kenan K. | 2004                   | 2004              | 5.000 €               | Gefasst     |
| Gesucht wegen Doppelmordes an einem Ehepaar am 1. März 2004 in Flonheim bei Mainz. K. wurde am 4. Februar 2007 in der Türkei gefasst und dort am 23. Januar 2012 verurteilt. |                        |                   |                       |             |
| Said A. | 2004                   | 2004              | 1.500 €               | Gefasst     |
| A. stand im dringenden Tatverdacht, Ende Mai 2004 den 27 Jahre alten marokkanischen Staatsangehörigen El Mehdi H. in einem Studentenwohnheim in Bremen erschlagen zu haben. Er wurde am 24. August 2004 in Italien festgenommen. |                        |                   |                       |             |
| Robert J. | 2004/2005              | 2004              | —                     |             |
| Gesucht wegen Drogenhandels. |                        |                   |                       |             |
| Mariusz W. | 2005                   | 1995              | 3.000 €               | Gefasst     |
| Gesucht wegen Mordes im Jahre 1996 in Polen. Ein Jahr vor dieser Tat überfiel er in München den Nachtportier einer Pension und trat und würgte den Mann fast zu Tode. W. wurde am 23. März 2010 in Spanien gefasst und im selben Jahr nach Polen ausgeliefert. |                        |                   |                       |             |
| Josip Perković | 2005                   | 1983              | 12.000 €              | Gefasst     |
| Zdravko M. | 2009                   | 1983              | 5.000 €               | Gefasst     |
| Ivan L. | 2009                   | 1983              | 5.000 €               |             |
| Boris B. | 2009                   | 1983              | 5.000 €               | Aufgehoben  |
| Bruno S. | 2009                   | 1983              | 3.000 €               | Tot         |
| Ivan C. | 2009                   | 1983              | 3.000 €               | Tot         |
| Marin M. | 2009                   | 1983              | 3.000 €               |             |
| Gesucht im Zusammenhang mit dem am 28. Juli 1983 begangenen Mord am Exil-Kroaten Stjepan Đureković. P. wurde 2010 von der Liste entfernt und am 26. Juni 2013 wieder hinzugefügt. Nach Zdravko M. und L. wurde bis Juli 2012, nach den Restlichen bis Anfang 2012 noch immer vom LKA Bayern öffentlich gefahndet. Bruno S. starb bereits am 1. Juli 2010. Der Haftbefehl gegen Boris B. wurde 2012 vom BGH aufgehoben. C. starb am 19. Juli 2013 an einem Herzinfarkt. Laut der Reportage Mord in Titos Namen – Geheime Killerkommandos in Deutschland hielt sich Ivan L. noch 2014 in Bosnien-Herzegowina auf. P. und Zdravko M. wurden am 1. Januar 2014 in Kroatien festgenommen. P. wurde am 24. Januar 2014 und Zdravko M. am 17. April 2014 nach Deutschland ausgeliefert. |                        |                   |                       |             |
| Aribert Heim | 2005                   | 1941              | 130.000 €             | Tot         |
| Gesucht wegen Mordes an zahlreichen Häftlingen im KZ Mauthausen in den Jahren 1941 und 1942. Heim starb wahrscheinlich am 10. August 1992 in Ägypten. |                        |                   |                       |             |
| Giovanni S. | 2007                   | 2007              | 10.000 €              | Gefasst     |
| Als mutmaßlicher Haupttäter an den Mafia-Morden vor einer Duisburger Pizzeria am 15. August 2007 wurde S. wegen des Mordes an sechs Mitgliedern eines rivalisierenden Clans gesucht. S. wurde am 12. März 2009 in den Niederlanden gefasst und im selben Jahr nach Italien ausgeliefert. |                        |                   |                       |             |
| Petko Todorov B. | 2007                   |                   | —                     | Gestellt    |
| B. soll gefälschte Euro-Noten von Bulgarien nach Deutschland transportiert haben. B. hat sich im Januar 2009 den Behörden in Bulgarien gestellt. |                        |                   |                       |             |
| Ulrich Schulz | 2007                   | 1985              | 3.000 €               | Gefasst     |
| Gesucht wegen des sexuellen Missbrauchs von vier Jungen und zwei Mädchen im Alter von zehn bis 14 Jahren in mehr als 300 Einzelfällen in den Jahren 1985 bis 1998. Schulz wurde am 27. Juni 2008 in Portugal gefasst und am 4. Juli 2008 an Deutschland ausgeliefert. |                        |                   |                       |             |
| Sven K. | 2007/2008              | 2007              | 75.000 €              | Gefasst     |
| Gesucht wegen des Diebstahls eines Geldtransporters am 20. Januar 2007 mit insgesamt 3,6 Millionen Euro Beute. K. wurde am 23. April 2008 in Deutschland gefasst. |                        |                   |                       |             |
| Alexander S. | 2008                   | 2006              | 5.000 €               |             |
| Der Hamburger S. hat mit Scheinfirmen und fingierten Rechnungen von April 2006 bis September 2007 50 Millionen Euro Umsatzsteuern hinterzogen. |                        |                   |                       |             |
| Eric Breininger | 2008                   | 2007              | —                     | Tot         |
| Houssain al-M. | 2008                   | 2007              | —                     |             |
| Gesucht wegen terroristischer Aktivitäten. Beide sollen Kontakt zur Sauerland-Gruppe gehabt und sich 2007 Terrorgruppen in Afghanistan bzw. Pakistan angeschlossen haben. Eric Breininger wurde wahrscheinlich am 30. April 2010 in der Nähe der Stadt Mir Ali in Pakistan getötet. Houssain al-M. wurde im August 2011 in Izmir von der türkischen Polizei festgenommen, später aber wieder freigelassen und ist untergetaucht. |                        |                   |                       |             |
| Björn Pablo S. | 2009                   | 2009              | 5.000 €               | Gestellt    |
| Gesucht wegen des Mordes am Chef der rivalisierenden Biker-Gang Outlaws bei Donnersberg am 27. Juni 2009. S. hat sich am 29. November 2011 den Behörden in Spanien gestellt und wurde später nach Deutschland ausgeliefert. |                        |                   |                       |             |
| Christian T. | 2009                   | 2005              | —                     | Gefasst     |
| Gesucht wegen des Betrugs, Urkundenfälschung und Bestechung in den Jahren 2005 bis 2007. T. wurde am 2. Januar 2010 in Tschechien gefasst und im selben Jahr nach Deutschland ausgeliefert. |                        |                   |                       |             |
| Simon René D. | 2010                   | 2009              | —                     | Gefasst     |
| Gesucht wegen des Mordes an zwei Männern in der Silvesternacht 2009/2010. D. wurde im März 2010 in Spanien gefasst und am 23. März 2010 nach Luxemburg ausgeliefert. |                        |                   |                       |             |
| Daniel Uwe P. | 2010                   |                   | 3.000 €               | Gefasst     |
| Mareike P. | 2010                   |                   | 3.000 €               | Gestellt    |
| Gesucht wegen Internet Betrugs. Mareike P. hat sich im Jahr 2011 den Behörden gestellt. Daniel Uwe P. wurde am 3. Mai 2012 in Paraguay gefasst und im März 2014 nach Deutschland ausgeliefert. |                        |                   |                       |             |
| Oleg S. | 2010/2011              | 1995              | —                     | Gefasst     |
| S. wurde wegen versuchten Mordes am 27. September 1995 in Waltersleben gesucht. Er wurde im Dezember 2013 in Russland festgenommen. |                        |                   |                       |             |
| Shiyu L. | 2010/2011              | 2003              | —                     | Flüchtig    |
| Yu T. | 2010/2011              | 2003              | —                     | Flüchtig    |
| Gesucht wegen versuchtem Tötungsdelikt am 24. Januar 2003 in Hachenburg/Westerwald. Nach beiden wird noch vom LKA Rheinland-Pfalz gefahndet. |                        |                   |                       |             |
| Nenad T. | 2010/2011              | 2007              | 5.000 €               |             |
| Branko S. | 2010/2011              | 2007              | 5.000 €               |             |
| Gesucht wegen eines Überfalls am 13. Juni 2007 auf einen Juwelier im Alstertal-Einkaufszentrum in Hamburg. Die öffentliche Fahndung wurde am 13. November 2013 ohne Angabe von Gründen eingestellt. |                        |                   |                       |             |
| Thomas F. | 2012                   | 2011              | 5.000 €               | Gefasst     |
| Gesucht wegen zahlreicher Überfälle auf Banken, Geschäfte, Tankstellen und auch auf einen Linienbus in den Jahren 2011 und 2012. F. wurde am 19. Februar 2012 in Deutschland gefasst. |                        |                   |                       |             |
| Benjamin H. | 2012                   | 2011              | 5.000 €               | Gefasst     |
| Gesucht wegen Mordverdachts. H. wurde am 11. April 2012 in Deutschland gefasst. |                        |                   |                       |             |
| Ermittlungen gegen Mitglieder des NSU, Mitglieder des NSU | 2012                   | 2000              | —                     | Beendet     |
| Ermittlungen gegen Mitglieder des NSU, Polizistenmord 2007 Heilbronn | 2013                   | 2007              | —                     | Beendet     |
| Zeugenaufruf zur Aufklärung der von der rechtsterroristischen Gruppierung Nationalsozialistischer Untergrund (NSU) begangenen Straftaten im Allgemeinen, sowie dem Mord an einer Polizeivollzugsbeamtin am 25. April 2007 im Speziellen. Beide Zeugenaufrufe wurden im März 2022 von der Fahndungsliste entfernt und durch eine neue Fahndung in Form eines Zeugenaufrufs gegen Unbekannt ersetzt. |                        |                   |                       |             |
| Cemil G. | 2013                   | 2013              | —                     | Gefasst     |
| Gesucht, weil er am 14. August 2013 seine Tochter erschossen und seine Ehefrau lebensgefährlich verletzt haben soll. G. wurde im November 2013 in der Türkei gefasst, dort angeklagt und verurteilt. |                        |                   |                       |             |
| Faisal Zahoor A. | 2014                   | 2009              | —                     | Gestellt    |
| Gesucht, weil er von August 2009 bis Februar 2010 beim Handel mit Emissionszertifikaten über 58 Millionen Euro Umsatzsteuer hinterzogen haben soll. A. hat sich am 15. September 2015 auf dem Flughafen Frankfurt am Main freiwillig den deutschen Strafverfolgungsbehörden gestellt. |                        |                   |                       |             |
| Rakesh S. | 2014                   | 2010              | —                     | Gefasst     |
| Gesucht, weil er von November 2010 bis Mai 2011 über 12,8 Millionen Euro Umsatzsteuer hinterzogen haben soll. S. wurde im Februar 2016 in Kenia festgenommen. |                        |                   |                       |             |
| Ashraf M. | 2014                   | 2009              | —                     | Gestellt    |
| Mobeen I. | 2014                   | 2009              | —                     | Gestellt    |
| Gesucht wegen des Verdachts der schweren Steuerhinterziehung im Zusammenhang mit dem betrügerischen Handel (Umsatzsteuerkarussell) von Emissionsrechten und dadurch einen Schaden in Höhe von 136 Millionen Euro für die Bundesrepublik Deutschland verursacht zu haben. Beide stellten sich am 24. September 2019 am Frankfurter Flughafen nach vorheriger Kontaktaufnahme über ihre Anwälte den Behörden. |                        |                   |                       |             |
| Kreshnik S. | 2014                   | 2009              | —                     | Gestellt    |
| Gesucht wegen des Verdachts als Gründer und Rädelsführer einer kriminellen Vereinigung im Zusammenhang mit dem Betreiben des Raubkopienportals kinox.to spätestens seit dem 21. Juni 2011, und ihrer Filehoster „freakshare.com“ und „bitshare.com“ bereits seit spätestens 2009, Straftaten wie räuberische Erpressung, Nötigung, Brandstiftung, Urheberrechtsverletzung und Steuerhinterziehung begangen zu haben. Kreshnik S. hat sich am 12. Juli 2017 im Kosovo den Behörden gestellt. |                        |                   |                       |             |
| Erwin K. | 2015                   | 2008              | 5.000 $               | Eingestellt |
| Dolores Benavides I. | 2015                   | 2008              | 5.000 $               | Eingestellt |
| Gesucht wegen schweren Betruges und Geldwäsche in Millionenhöhe. Im Rahmen ihrer gemeinsamen Tätigkeiten für die katholische Kirchstiftung in Hof/Bayern sollen sie im Zeitraum 2008 bis 2012 mehrere Millionen Euro veruntreut haben. Die Fahndung wurde 2018 wegen Verjährung eingestellt. |                        |                   |                       |             |
| Shakhwan S. M. | 2015                   | 2015              | 3.000 €               |             |
| Gesucht, weil er seine Ex-Ehefrau in Bremen getötet haben soll. Die Fahndung wurde im Dezember 2023 auf der BKA-Website entfernt. |                        |                   |                       |             |
| Quoc Vinh P. | 2015                   | 1997              | —                     | Lokalisiert |
| Gesucht wegen des Verdachts im Jahre 1997 im Raum Koblenz einen anderen Vietnamesen getötet zu haben. Im Februar 2017 meldete das BKA P. gefunden zu haben. |                        |                   |                       |             |
| Hagos Gebrehiwot B. | 2015                   | 2015              | 2.000 €               | Gefasst     |
| Gesucht wegen des Verdachts am 12. August 2015 in Wiesbaden seine Lebensgefährtin getötet zu haben. Gebrehiwot B. wurde am 8. Oktober 2015 in den Niederlanden festgenommen und wenige Tage später nach Deutschland überstellt. |                        |                   |                       |             |
| Maheballa A. | 2015                   | 2015              | —                     | Gefasst     |
| Gesucht, weil er am 18. Oktober 2015 in Hamburg eine andere Person mit einem Teleskopschlagstock schwer verletzt haben soll. A. wurde am 14. Dezember 2015 in Hamburg festgenommen. |                        |                   |                       |             |
| Mohsin Usmangani S. | 2016                   | 2009              | —                     | Gestellt    |
| Gesucht wegen des Verdachts der schweren Steuerhinterziehung im Zusammenhang mit dem betrügerischen Handel von Emissionsrechten. S. steht im Verdacht, im Tatzeitraum September 2009 bis April 2010 einen Schaden von über 125,6 Mio. Euro zum Nachteil der Bundesrepublik Deutschland verursacht zu haben. Er hat sich 2016 den deutschen Behörden gestellt. |                        |                   |                       |             |
| Auke Karl F. | 2016                   | 1998              | —                     | Gefasst     |
| F. wurde wegen eines Mordes im Jahre 1998 verurteilt und war im Maßregelvollzugszentrum Niedersachsen in Moringen untergebracht. Dorthin kehrte er am 17. Mai 2016 nicht von einem unbegleiteten Ausgang zurück. F. wurde am 27. Mai 2016 in Bremen gefasst. |                        |                   |                       |             |
| Roland B. | 2016                   | 2016              | —                     | Gefasst     |
| Gesucht wegen des Verdachts am 16. August 2016 seine ehemalige Lebensgefährtin in München-Obergiesing getötet zu haben. B. wurde am 8. November 2016 in Spanien festgenommen und am 16. November 2016 nach Deutschland ausgeliefert. |                        |                   |                       |             |
| Anis Amri | 2016                   | 2016              | 100.000 €             | Tot         |
| Gesucht wegen des Verdachts den Anschlag auf den Berliner Weihnachtsmarkt an der Gedächtniskirche am 19. Dezember 2016 ausgeführt zu haben. Anis Amri wurde am 23. Dezember 2016 in Italien bei einer Verkehrskontrolle von der Polizei erschossen. |                        |                   |                       |             |
| Marcus M. | 2017                   | 2016              | 10.000 €              | Gefasst     |
| Gesucht wegen des Verdachts des gemeinschaftlichen Mordes im Zusammenhang mit einer tödlichen Auseinandersetzung zwischen Mitgliedern des rivalisierenden Hells Angels MC Leipzig und den United Tribuns Iron City Leipzig am 25. Juni 2016 in Leipzig. M. wurde am 4. Januar 2017 in Wien festgenommen und am 26. Januar 2017 nach Deutschland ausgeliefert. |                        |                   |                       |             |
| Mehmet C. | 2017                   | 2016              | —                     | Gefasst     |
| Gesucht wegen des Verdachts am 21. Oktober 2016 gemeinschaftlich mit einer anderen Person einen tunesischen Staatsangehörigen getötet zu haben. C. wurde am 6. Juli 2017 in Berlin festgenommen. |                        |                   |                       |             |
| Sakher A. | 2017                   | 2017              | —                     | Gefasst     |
| Mohammad A. | 2017                   | 2017              | —                     | Gefasst     |
| Am 18. August 2017 wurde in Wuppertal ein Iraker durch Messerstiche tödlich und dessen Bruder schwer verletzt. Die Gesuchten stehen im Verdacht an der Tat beteiligt gewesen zu sein. Beide wurden im September 2018 in der Ukraine festgenommen und Anfang Februar 2019 an Deutschland ausgeliefert. |                        |                   |                       |             |
| Majid Khalid Khairuldeen A. | 2017                   | 2014              | —                     | Gefasst     |
| Am 28. Oktober 2015 verstarben in Folge einer Schleusung von der Türkei zur griechischen Insel Lesbos 54 Personen. A. wurde verdächtigt bei der Organisation dieser und weiterer Schleusungen im Zeitraum 2014 bis Mai 2016 beteiligt gewesen zu sein. Der Eintrag auf der Liste erfolgte als Zeugenaufruf, nachdem Majid A. bereits am 25. Oktober 2017 in Strande bei Kiel festgenommen wurde. |                        |                   |                       |             |
| Grzegorz Stanislaw W. | 2018                   | 2018              | —                     | Gefasst     |
| Dem Beschuldigten wurden Mord und Raub mit Todesfolge im Zusammenhang mit seiner Tätigkeit als ungelernte Pflegehilfskraft vorgeworfen. W. wurde am 12. Februar 2018 in Haft genommen. Die Öffentlichkeitsfahndung wurde nach der Inhaftierung zur Erstellung eines Bewegungsbildes sowie zur Ermittlung der Anstellungshistorie und Identifizierung weiterer überlebender als auch verstorbener Opfer veranlasst. |                        |                   |                       |             |
| Milan M. | 2019                   | 2018              | 3.000 €               | Gefasst     |
| M. ist verdächtigt 13 Wohnungseinbrüche in Nordrhein-Westfalen begangen zu haben. Er wurde am 7. März 2019 in Frankreich festgenommen. |                        |                   |                       |             |
| Stephan B. | 2019                   | 2019              | —                     | Gefasst     |
| Zeugenaufruf zum Anschlag in Halle (Saale) am 9. Oktober 2019. B. wurde am Tag des Anschlags bereits verhaftet. |                        |                   |                       |             |
| Vladimir S. | 2019                   | 1999              | —                     | Flüchtig    |
| Verdacht auf die Ermordung eines Medikamentenhändlers am 6. Mai 1999 in Berlin mittels Kopfschuss. Nach ihm wird immer noch von Seiten der Staatsanwaltschaft Berlin und des Landeskriminalamts Berlin gesucht. |                        |                   |                       |             |
| Vermisstenfall Madeleine McCann | 2020                   | 2007              | 10.000 €              | Offen       |
| Zeugenaufruf in Zusammenhang mit dem Verschwinden von Madeleine McCann. Verdächtigt wurde ein 43-jähriger deutscher Staatsangehöriger, der sich in anderer Sache bereits in Haft befand. Der Zeugenaufruf wurde im September 2022 in die Rubrik Unbekannte Person auf der BKA Seite verschoben. |                        |                   |                       |             |
| Soheil Omid K. | 2020                   | 2017              | —                     |             |
| Gesucht wegen Vergewaltigung zum Nachteil eines minderjährigen Mädchens. Die öffentliche Fahndung auf der Seite des BKA wurde im Mai 2021 eingestellt. |                        |                   |                       |             |
| Mohamed Remmo | 2020                   | 2019              | —                     | Gefasst     |
| Abdul Majed Remmo | 2020                   | 2019              | —                     | Gefasst     |
| Gesucht wegen schweren Bandendiebstahls und Brandstiftung in Zusammenhang mit dem Dresdner Juwelendiebstahl. Mohammed Remmo konnte am 14. Dezember 2020 in Berlin festgenommen werden. Abdul Majed Remmo wurde am 17. Mai 2021 in Berlin verhaftet. |                        |                   |                       |             |
| Bram A. | 2021                   | 2021              | —                     | Tot         |
| Gesucht wegen des Verdachts des sexuellen Missbrauchs von Minderjährigen in Belgien. Bram A. wurde am 2. September 2021 tot in Deutschland aufgefunden. |                        |                   |                       |             |
| Peter L. | 2022                   | 2022              | —                     | Offen       |
| Zeugenaufruf zum Tod des niederländischen Staatsangehörigen Peter L., der vermutlich Opfer eines Verbrechens geworden ist. Ein Tatverdächtiger wurde bereits am 22. April 2022 in den Niederlanden verhaftet. Der Zeugenaufruf wurde im Oktober 2023 in die Rubrik Unbekannte Person auf der BKA Seite verschoben. |                        |                   |                       |             |
| Elchin A. | 2022                   | 2022              | 5.000 €               | Gefasst     |
| Gesucht wegen des Verdachts des Totschlags an einer männlichen Person am 18. Juni 2022 in Kalletal-Stemmen. A. wurde am 21. Juli 2022 in Brandenburg verhaftet. |                        |                   |                       |             |
| Marcel M. | 2022                   | 2020              | —                     | Gefasst     |
| Gesucht wegen des Verdachts des gewerbsmäßigen Handelns mit Betäubungsmitteln. Marcel M. wurde am 21. September 2024 in Kolumbien verhaftet und kurz darauf nach Deutschland überführt. |                        |                   |                       |             |
| Mert Fahri A. | 2023                   | 2022              | 10.000 €              | Gefasst     |
| Gesucht als Tatverdächtiger einer Schießerei am 24. Oktober 2022 in Nürnberg bei welcher eine Person tödliche Verletzungen erlitt und eine weitere Person mit schweren Verletzungen überlebte. A. wurde am 26. Januar 2023 in einem Hotel in Rimini, Italien verhaftet und am 14. Februar 2023 nach Deutschland ausgeliefert. |                        |                   |                       |             |
| Irina Z. | 2023                   | 2020–2023         | —                     |             |
| Gesucht im Zusammenhang mit den Cyberattacken der Gruppierung Indrik Spider. Irina Z. wurde verdächtig, versuchte Erpressungstaten sowie Computersabotagen in besonders schweren Fällen in Mittäterschaft begangen zu haben sowie der kriminellen Gruppierung Indrik Spider / Doppel Spider anzugehören. Die Fahndung wurde im Juni 2023 auf der BKA-Website entfernt. |                        |                   |                       |             |
| Johann G. | 2023                   | 2019–2023         | 10.000 €              | Gefasst     |
| Gesucht wegen Mitgliedschaft in einer kriminellen Vereinigung und der Beteiligung an zahlreichen politisch motivierten physischen Übergriffen. Die Fahndung gehörte in den Kontext des Dresdner Linksextremismusprozesses. G. wurde am 8. November 2024 in einem Regionalzug bei Weimar von Zielfahndern gefasst. |                        |                   |                       |             |
| Milenco C. | 2024                   | 2024              | —                     | Gestellt    |
| Maximus Bernard R. | 2024                   | 2024              | —                     | Gestellt    |
| Gesucht wegen schweren Raubs und gefährlicher Körperverletzung. Die beiden Tatverdächtigen haben sich am 23. Januar 2025 der Polizei in Bonn gestellt. |                        |                   |                       |             |
| Ronald P. | 2025                   | 2022–2023         | —                     | Gefasst     |
| Gesucht in Zusammenhang mit verschiedensten Betrugs- und Diebstahlsdelikten. P. wurde am 28. Januar 2025 in Frankfurt am Main verhaftet. |                        |                   |                       |             |
| Alexander M. | 2025                   | 2025              | 10.000 €              | Tot         |
| Gesucht wegen der Tötung von drei Menschen am 6. April 2025 in Weitefeld. M. wurde am 5. August 2025 in der Nähe des Tatorts tot aufgefunden. |                        |                   |                       |             |